# Lolita (prenome)
Lolita é um nome próprio de origem espanhola. É a forma diminutiva de Lola, um hipocorístico de Dolores, qual significa "sofrimento" em espanhol.

## Popularidade
De acordo com a Administração do Seguro Social dos Estados Unidos, a popularidade do nome Lolita atingiu seu pico nos Estados Unidos em 1963, quando o nome foi o 467º mais popular nome feminino. A SSA não tem classificado Lolita no top 1000 dos mais populares nomes femininos dados desde 1973, e no Censo dos Estados Unidos de 1990, Lolita tem atingido o 969º lugar dos mais frequentes nomes femininos de 4,275 nomes únicos.
O nome permanece popular em alguns outros países, por exemplo, Letônia onde seu dia do nome é 30 de maio.

## Pessoas notáveis nomeadas Lolita
- Lolita Ananasova (nascida em 1992), nadadora ucrâniana
- Lolita Ayala (nascida em 1951), jornalista mexicana
- Lolita Chakrabarti (nascida em 1969), atriz britânica
- Lolita Chammah (nascida em 1983), atriz francesa
- Lolita Čigāne (nascida em 1973), política letã
- Lolita Davidovich (nascida em 1961), a atriz canadense
- Lolita de la Colina (nascida em 1948), cantora mexicana
- Lolita Einzinger (1931–2010), cantora austríaca
- Lolita Files (nascida em 1963), escritora americana
- Lolita Flores (nascida em 1958), cantora e atriz espanhola
- Lolita Kreivaitienė (nascida em 1960), designer lituana
- Lolita Lebrón (1919–2010), ativista política portorriquenha
- Lolita Lempicka (nascida em 1954), designer de moda francesa
- Lolita Milyavskaya (nascida em 1963), atriz e cantora russa
- Lolita Morena (nascida em 1960), atriz suíça
- Lolita Pille (nascida em 1982), escritora francesa
- Lolita Ritmanis (nascida em 1962), compositora americana
- Lolita Rodrigues (1929–2023), atriz brasileira
- Lolita Rodriguez (nascida em 1935), atriz filipina
- Lolita Sevilla (1935−2013), atriz espanhola
- Lolita Tizol (1890–1933), educadora portorriquenha
- Lolita Torres (1930–2002), atriz argentina
- Lolita Yermak (nascida em 1996), dançarina no gelo ucraniana

Pessoas conhecidas como Lolita
- Amy Fisher (nascida em 1974), mulher americana conhecida como "a Long Island Lolita"

Personagens fictícios
- Lolita, Dolores Haze de 12 anos no romance de Vladimir Nabokov, Lolita

## Uso como uma palavra
O nome á às vezes usado como um termo para indicar uma sexualmente precoce menina, devido para sua associação com a personagem-título do romance de Vladimir Nabokov de 1955, Lolita e suas adaptações de filme em 1962 e 1997. Uma cadeia de varejo do Reino Unido foi criticada em janeiro de 2008 por comercializar como "Lolita" uma cama destinada a meninas.

## Relacionado
- Todas as páginas iniciadas por "Lolita"